# Liste der Gewässer im Eichsfeld
Diese Liste enthält die wichtigsten Gewässer im Eichsfeld. Durch die Lage des Eichsfeldes an der Elbe-Weser-Wasserscheide gibt es hier keine größeren Flüsse, lediglich die Werra bildet im Westen die Grenze zwischen dem Eichsfeld und dem hessischen Werra-Meißner-Kreis. Dafür bilden zahlreiche kleinere und größere Quellen insbesondere an den Schichtstufen von Muschelkalk und Buntsandstein ein stark verzweigtes Bach- und Flusssystem, welches das heutige Landschaftsbild geprägt hat. Im Eichsfeld gibt es nur wenige natürliche Seen und einige Rückhaltebecken, häufiger wurden kleine Teiche zur Fischzucht und zur Bereitstellung von Löschwasser in den Dörfern und Klöstern angelegt.
Die Angaben beziehen sich auf die administrative Grenze des Eichsfeldes im Jahr 1802 mit dem Ende der Kurmainzer Herrschaft und der Inbesitznahme durch das Königreich Preußen.

## Fließgewässer

### Bäche und Flüsse
Die nachfolgende Liste enthält eine Auswahl von Fließgewässern, sortiert nach der etwaigen Länge ihres Verlaufes im Eichsfeld.
Legende:

Ländercode: Hessen = HE; Niedersachsen = NI; Thüringen = TH
Einzugsgebiete: E = Elbe; W = Weser
| Fluss (EZG)              | Länge   | davon im Eic | Quelle                                                                          | Mündung                                    | Nebenflüsse im Eichsfeld                       | Orte am Fluss im Eichsfeld                        | Bild |
| ------------------------ | ------- | ------------ | ------------------------------------------------------------------------------- | ------------------------------------------ | ---------------------------------------------- | ------------------------------------------------- | ---- |
| Leine (W)                | 281 km  | 37,8 km      | in Leinefelde (TH)                                                              | in die Aller bei Schwarmstedt (NI)         | Etzelsbach, Geislede, Beber, Lutter, Rustebach | Leinefelde, Heiligenstadt, Uder, Arenshausen      |      |
| Hahle (W)                | 27,6 km | 27,6 km      | in Worbis (TH)                                                                  | in die Rhume bei Gieboldehausen (NI)       | Nisse, Muse, Nathe, Suhle                      | Teistungen, Duderstadt, Obernfeld, Gieboldehausen |      |
| Rhume (W)                | 48,0 km |              | im Rotenberg bei Rhumspringe (NI)                                               | in die Leine bei Northeim (NI)             | Eller, Hahle                                   | Rhumspringe, Gieboldehausen, Lindau               |      |
| Ohne (E)                 | 14,0 km | 14,0 km      | im Dün bei Kallmerode (TH)                                                      | in die Wipper bei Gernrode (TH)            | Ahlenbach, Laubach                             | Niederorschel                                     |      |
| Nathe (W)                |         |              | bei Neuendorf (TH)                                                              | in die Hahle bei Obernfeld (NI)            | Wipper                                         | Nesselröden, Westerode                            |      |
| Geislede (W)             | 13,5 km | 13,5 km      | Oberes Eichsfeld/Dün bei Kreuzebra (TH)                                         | in die Leine in Heilbad Heiligenstadt (Th) | Pferdebach                                     | Geisleden, Heiligenstadt                          |      |
| Frieda (W)               | 18,4 km |              | im Oberen Eichsfeld bei Struth (TH)                                             | in die Werra bei Frieda (HE)               | Faulunger Bach, Lutter, Rosoppe, Rode          | Lengenfeld unterm Stein, Geismar                  |      |
| Wipper (E)               | 92,6 km |              | im Ohmgebirge in Worbis (TH)                                                    | in die Unstrut bei Oldisleben (TH)         | Bode, Ohne                                     | Worbis, Bernterode                                |      |
| Lutter (Frieda) (W)      | 12,1 km | 12,1 km      | im Oberen Eichsfeld bei Effelder (TH)                                           | in die Frieda bei Geismar (TH)             | Steingraben, Neunbörner, Wolfenthalsbach       | Großbartloff                                      |      |
| Rosoppe (W)              | 11,3 km | 11,3 km      | im Oberen Eichsfeld bei Flinsberg (TH)                                          | in die Frieda bei Geismar (TH)             | Schlossbach, Krombach                          | Martinfeld, Ershausen                             |      |
| Walse (W)                | 11,3 km | 11,3 km      | im Oberen Eichsfeld bei Mackenrode (TH)                                         | in die Werra in Wahlhausen (TH)            | Rotenbach, Hollbach                            | Mackenrode, Wahlhausen                            |      |
| Werra (W)                | 292 km  |              | im Thüringer Wald bei Masserberg (TH)                                           | in die Weser in Hann. Münden (NI)          | Walse, Siesterbach                             | Wahlhausen, Werleshausen                          |      |
| Ellerbach (W)            |         |              | westlich von Krebeck (NI)                                                       | in die Suhle bei Gieboldehausen (NI)       | Retlake                                        | Krebeck, Wollbrandshausen                         |      |
| Rode (W)                 | 9,3 km  | 9,3 km       | im Oberen Eichsfeld bei Schwobfeld (TH)                                         | in die Frieda bei Geismar (TH)             | Hesselbach, Hühnerbach                         | Rüstungen, Sickerode                              |      |
| Eller (W)                | 9,3 km  | 9,3 km       | mit dem Geröder Quellarm bei Gerode (TH)                                        | in die Rhume bei Rüdershausen (NI)         | Jütze, Soolbach                                | Weißenborn-Lüderode, Hilkerode                    |      |
| Beber (Leine) (W)        |         |              | bei Günterode (TH)                                                              | in die Leine bei Uder (Th)                 | Rothenbach                                     | Mengelrode, Rengelrode                            |      |
| Rustebach (W)            |         |              | bei Freienhagen (TH)                                                            | in die Leine in Arenshausen (Th)           | Eulenbach                                      | Rustenfelde                                       |      |
| Bode (E)                 | 20,7 km |              | im Ohmgebirge bei Holungen (TH)                                                 | in die Wipper bei Bleicherode (TH)         | keine                                          | Bischofferode                                     |      |
| Suhle (W)                |         |              | am Göttinger Wald bei Mackenrode (NI)                                           | in die Hahle bei Gieboldehausen (NI)       | Aue, Ellerbach                                 | Seulingen, Germershausen, Gieboldehausen          |      |
| Unstrut (E)              | 192 km  |              | im Oberen Eichsfeld bei Kefferhausen (TH)                                       | in die Saale in Naumburg (ST)              | Helbe, Wipper, Helme, Luhne                    | Dingelstädt, Zella                                |      |
| Lutter (obere Leine) (W) |         |              | im Oberen Eichsfeld bei Lutter (TH)                                             | in die Leine in Uder (Th)                  | Grießbach                                      | Lutter, Uder                                      |      |
| Luhne (E)                |         |              | bei Küllstedt (TH)                                                              | in die Unstrut bei Ammern (TH)             | Gieße                                          | Bickenriede                                       |      |
| Heldrabach (W)           | 11,1 km |              | im Oberen Eichsfeld bei Diedorf (TH)                                            | in die Werra bei Heldra (HE)               | keine                                          | Wendehausen                                       |      |
| Helbe (E)                | 56,6 km |              | mit dem rechten Quellarm (Steingraben) auf dem Dün aus Richtung Beberstedt (TH) | in die Unstrut bei Weißensee (TH)          | keine                                          | keine                                             |      |
| Lempertsbach (W)         | 9 km    |              | im Oberen Eichsfeld bei Heyerode (TH)                                           | in die Werra bei Mihla (TH)                | keine                                          | Heyerode                                          |      |
| Helme (E)                | 81 km   |              | zwischen Stöckey und Bischofferode (TH)                                         | in die Unstrut bei Artern (TH)             | keine                                          | keine                                             |      |

### Wasserfälle
| Wasserfall          | Gewässer | Ort                                      | Region           | Beschreibung                                                | Höhe in m | Bild |
| ------------------- | -------- | ---------------------------------------- | ---------------- | ----------------------------------------------------------- | --------- | ---- |
| Lutter-Wasserfall   | Lutter   | bei Großbartloff                         | Oberes Eichsfeld | mehrere Fallstufen über Kalktuff in einer kleinen Waldkerbe | 10        |      |
| Geislede-Wasserfall | Geislede | in Heilbad Heiligenstadt an der Scheuche | Oberes Leinetal  | durch teilweise Umleitung der Geislede geschaffen           | 7         |      |

## Stehende Gewässer

### Seen und Teiche
Die nachfolgende Liste enthält eine Anzahl kleiner Weiher, Seen und Teiche. Eine Ausnahme in Bezug auf die Größe stellt der Seeburger See dar, der auch Auge des Eichsfeldes genannt wird. Einige weitere kleine Stillgewässer sind infolge von Landschaftsveränderungen und Trockenlegung im Laufe der Jahrhunderte verschwunden. So findet man auf einigen historischen Karten des 17. und 18. Jahrhunderts im Quellgebiet der Unstrut einen kleinen See, dessen Lage heute nicht mehr bekannt ist.
| Name                       | Lage                                                       | Entstehung                                               | Hydrographische Beschreibung             | Zu-/Abfluss     | Nutzung/Besonderheit                                                                 | Foto |
| -------------------------- | ---------------------------------------------------------- | -------------------------------------------------------- | ---------------------------------------- | --------------- | ------------------------------------------------------------------------------------ | ---- |
| Seeburger See              | in der Goldenen Mark zwischen Seeburg und Bernshausen      | Erdfallsee nach Auslaugung des unterirdischen Salzlagers | Fläche: 86,5 ha Tiefe: max. 3,5 m        | Aue             | Größter See des Eichsfeldes, Naturschutzgebiet, Erholungsgebiet                      |      |
| Lutteranger (Luttersee)    | in der Goldenen Mark zwischen Seeburg und Wollbrandshausen | Erdfallsee nach Auslaugung des unterirdischen Salzlagers |                                          |                 | im 19. Jh. Trockenlegung mittels eines Tunnels, 1989 Renaturierung des Sees          |      |
| Seeanger (Westersee)       | in der Goldenen Mark nordwestlich von Seeburg              | Erdfallsee nach Auslaugung des unterirdischen Salzlagers | Fläche: 5 ha (bis 50 ha bei Überflutung) | Aue             | nach Trockenlegung seit 2000 Renaturierung des Seeangers durch Rückverlegung der Aue |      |
| Thiershäuser Teiche        | im Untereichsfeld nördlich von Renshausen                  |                                                          | Fläche: 3,5 ha                           | Renshäuser Bach | Naturschutzgebiet, Angelgewässer                                                     |      |
| Wachstedter See            | Eichsfelder Höhe östlich von Wachstedt                     |                                                          |                                          | Gieße           |                                                                                      |      |
| Marienthalteich            | westlich von Neustadt                                      |                                                          |                                          | Knickbach       |                                                                                      |      |
| Ochsensumpf                | Ohmgebirge nördlich von Kirchohmfeld                       |                                                          |                                          | keiner          |                                                                                      |      |
| Spanier See (Gerichtssee)  | Eichsfelder Höhe westlich von Büttstedt                    | Erdfallgewässer                                          |                                          | keiner          | Renaturierung 2005                                                                   |      |
| Harbachteich               | nördlich von Wingerode                                     |                                                          |                                          | Harbach         |                                                                                      |      |
| Teich auf der runden Wiese | Eichsfelder Höhe nördlich von Wachstedt                    | Anlage als Tarngrube auf einem ehemaligen Militärgelände |                                          | keiner          |                                                                                      |      |

### Talsperren
Nachfolgend die Talsperren und Rückhaltebecken im Eichsfeld.
| Name                                 | Gestauter Fluss                       | Volumen (Mio. m³) | Höhe des Absperrbauwerkes (m) | Ort           | Jahr der Inbetriebnahme | Foto |
| ------------------------------------ | ------------------------------------- | ----------------- | ----------------------------- | ------------- | ----------------------- | ---- |
| Talsperre Birkungen                  | Ohne                                  | 1,2               | 10,7                          | Leinefelde    | 1985                    |      |
| Talsperre Ahlenbach Deuna            | Ahlenbach                             | 0,35              | 9,3                           | Deuna         |                         |      |
| Stausee Glockengraben Teistungen     | Reese, Glockengraben                  | 0,3               | 7,35                          | Teistungen    | 1986                    |      |
| Hochwasserrückhaltebecken Mengelrode | Beber, normalerweise nicht eingestaut | 0,11              | 10,05                         | Mengelrode    |                         |      |
| Talsperre Wingerode                  | Rittersbach                           | 0,03              | 6,85                          | Wingerode     |                         |      |
| Talsperre Mühlfeld Hauröden          | Hauröder Bach                         | 0,03              | 5,50                          | Hauröden      |                         |      |
| Stausee Reifenstein                  | Griesgraben                           |                   |                               | Kleinbartloff |                         |      |